# Rhopalura litoralis
Rhopalura litoralis är en djurart som beskrevs av Shtein 1954. Rhopalura litoralis ingår i släktet Rhopalura, och familjen Rhopaluridae.
Artens utbredningsområde är Norra Ishavet. Inga underarter finns listade i Catalogue of Life.